# آتسوشی تامورا
آتسوشی تامورا (انگلیسی: Atsushi Tamura؛ زادهٔ ۴ دسامبر ۱۹۷۳) کمدین، صداپیشه، و خواننده اهل ژاپن است.